# Prix Schiller
Le prix Schiller, créé en 1905, est le plus ancien prix littéraire suisse. 
La fondation Schiller couronne chaque année plusieurs ouvrages, (poésie, roman, théâtre et essai littéraire d'auteurs suisses) choisis parmi les auteurs des quatre régions linguistiques de la Suisse et décerne tous les cinq ans un Grand Prix. Le prix Schiller est doté de 10 000 francs, le prix Schiller Découverte de 5 000 francs et le Grand Prix Schiller de 30 000 francs.
Les prix Schiller ont été attribués pour la dernière fois en 2012, et ont été remplacés dès lors par les Prix suisses de littérature .

## Jury de la Suisse romande
- Roger Guignard, journaliste RSR
- Christine Le Quellec Cottier, maître d'enseignement et de recherche UNIL
- Laurence Verrey, poète.

## Grand Prix
- 1920 - Carl Spitteler (1845-1924)
- 1922 - Jakob Bosshart (1862-1924)
- 1923 - Philippe Godet (1850-1922)
- 1928 - Francesco Chiesa (1871-1973)
- 1930 - Jakob Schaffner (1875-1944)
- 1936 - Charles Ferdinand Ramuz (1878-1947)
- 1943 - Peider Lansel (1863-1943)
- 1948 - Meinrad Inglin (1893-1971)
- 1955 - Gonzague de Reynold (1880-1970)
- 1960 - Friedrich Dürrenmatt (1921-1990)
- 1973 - Max Frisch (1911-1991)
- 1982 - Denis de Rougemont (1906-1985)
- 1988 - Giorgio Orelli (1921-2013)
- 1992 - Hugo Loetscher (1929-2009)
- 1997 - Maurice Chappaz (1916-2009)
- 2000 - Grytzko Mascioni (1936-2003)
- 2005 - Erika Burkart (1922–2010)
- 2010 - Philippe Jaccottet (1925-2021)
- 2012 - Giovanni Orelli (1928-2016) et Peter Bichsel (1935)

## Prix
- 1938 Maurice Zermatten
- 1938 Charles-François Landry, Contribution.
- 1939 Charles-François Landry pour Diégo, Éd. Guilde du Livre, 1939
- 1942 Pericle Patocchi et Alice Rivaz
- 1943 Jean-Georges Lossier pour Haute Cité, Éd. Kundig, 1943
- 1944 Charles-François Landry, Prix d'honneur.
- 1949 Charles-François Landry pour Les Grelots de la mule, Éd. Eynard 1948 et Domitienne, Éd. Eynard, 1949.
- 1950 Georges Méautis
- 1953 Ella Maillart
- 1956 Maurice Zermatten
- 1957 Charles-François Landry pour son œuvre littéraire.
- 1960 Léon Savary, pour l'ensemble de son œuvre.
- 1961 Jean Starobinski, Jean-Pierre Monnier
- 1963 Jacques Chessex
- 1964 Pierrette Micheloud pour Valais de cœur, Éd. Monographic, 1964
- 1967 Jean Pache pour Analogies, Éd. de la Baconnière, Neuchâtel, 1966
- 1969 Alexandre Voisard
- 1971 Georges Haldas
- 1974 S. Corinna Bille
- 1975 Anne-Lise Grobéty pour Zéro positif[3]
- 1976 Jean-Claude Fontanet pour L'Effritement
- 1977 Georges Haldas, Monique Laederach pour J'habiterai mon nom[4]
- 1978 Mireille Kuttel pour La Malvivante Éd. L'âge d'homme
- 1978 Jean Pache pour Le Corps morcelé, L'Âge d'Homme, Lausanne, 1977
- 1979 Anne Cuneo pour l'ensemble de son œuvre
- 1980 Pierrette Micheloud pour Douce-amer, Éd. de la Baconnière, 1979, Jean-Pierre Monnier
- 1983 Nicolas Bouvier pour Le poisson-scorpion, Paris, Gallimard, 1982, Monique Laederach pour La femme séparée[4]
- 1984 Catherine Safonoff Au nord du Capitaine
- 1985 Hugo Loetscher
- 1987 Peter Bichsel, Laurence Verrey
- 1988 Amélie Plume pour l'ensemble de son œuvre.
- 1989 Franz Böni
- 1992 Gisèle Ansorge pour Les Tourterelles du Caire, Éd. Bernard Campiche, 1991
- 1995 Jean-Bernard Vuillème pour Lucie et l'ensemble de son œuvre
- 1996 Yvette Z'Graggen pour l'ensemble de son œuvre.
- 1998 Jean-Luc Benoziglio pour Le feu au lac
- 1999 François Debluë pour Figures de la patience, Moudon, Éditions Empreintes, 1998
- 2000 Fabio Pusterla pour Pietra sangue, Milan, Marcos y Marcos, 1999. Monique Laederach pour l'ensemble de son œuvre[4]
- 2001 Jean-François Duval pour Boston Blues, Paris, Phébus, 2000.
- 2002 Noëlle Revaz pour Rapport aux bêtes, Paris, Gallimard, 2002.
- 2003 Benoît Damon pour "le Passage du sableur", Paris, L'Arpenteur, 2000.
- 2004 François Debluë pour l'ensemble de son œuvre. Pierre Lepori pour Qualunque sia il nome (Casagrande, 2003).
- 2005 Agota Kristof pour l'ensemble de son œuvre.
- 2006 Jacques Probst pour Huit monologues, Orbe, Bernard Campiche Éditeur, 2005.
- 2007 José-Flore Tappy pour Hangars, Moudon, Éditions Empreintes, 2006
- 2008 Jean-François Haas pour Dans la gueule de la baleine guerre, Éditions Seuil, 2007
- 2009 Pascale Kramer pour L'implacable brutalité du réveil, Éditions Mercure de France, 2009
- 2011 Thomas Sandoz pour Même en terre, Éditions d'autre part, 2010 / Grasset, 2012
- 2012 Nicolas Verdan pour Le patient du docteur Hirschfeld, Éditions Bernard Campiche, 2011

## Découverte
- 2006 Catherine Lovey pour L’homme interdit
- 2009 Dominique de Rivaz pour Douchinka
- 2011 Douna Loup pour L'embrasure, Paris, Mercure de France, 2010